# Virus de la encefalitis de California
El virus de la encefalitis de California produce encefalitis en humanos. Los mosquitos hacen de vectores. Esta razón es por la que se conoce a este tipo de virus como arbovirus (término creado a partir del inglesarthropod-borne virus).
El virus de la encefalitis de California pertenece a la familia de virus Peribunyaviridae, y al género Orthobunyavirus. Otros virus relacionados son el virus de la La Crosse Virus el Jamestown Canyon virus.

## Historia
Fue descubierto en 1943 en la región del valle central de California Central Valley de los Estados Unidos y es la causa de una enfermedad rara en el mundo occidental.

## Síntomas
La infección vírica inicial por el virus y la viremia primaria produce el inicio de síntomas no específicos como dolor de cabeza y fiebre. La viremia secundaria y la multiplicación del virus en el SNC produce síntomas como rigidez de nuca, letargia y ataques. También puede producir encefalitis cuando la inflamación del cerebro producida por la infección daña las células nerviosas, lo que afecta a las vías nerviosas que parten del cerebro hacia el cuerpo. 

## Estructura
La partícula viral presenta envuelta y contiene tres nucleocápsides. La envoltura contiene glicoproteínas G1 y los anticuerpos contra estas proteínas bloquean la fusión del virus con las células hospedadoras e inhiben la hemaglutinación. El genoma vírico consta de tres segmentos de tamaño variado de ARN de cadena sencilla  (de sentido negativo y ambisense).